# Așezarea dacică fortificată de pe Tipia Ormenișului
Așezarea dacică fortificată de pe Tipia Ormenișului este o fortificație dacică situată pe teritoriul comunei Ormeniș, România.
Între Munții Baraolt și Munții Perșani râul Olt curge prin strânsura Defileului Racoșului, lung de aproape 17 km. La ieșirea din defileu Oltul este străjuit de două mameloane, Tipia Racoșului pe malul drept și Tipia Ormenișului pe malul stâng. 
Cetatea Racoșului a fost construită pe Tipia Ormenișului, pe un platou, îngust și prelung, mărginit spre nord de o prăpastie amețitoare cu pereți verticali. Marginea dinspre prăpastie a stâncii a fost fasonată în forma unei borduri iar pe celelalte trei laturi s-a ridicat zidul cetății dacice pe la mijlocul secolului I î.e.n. Atât cetatea, cât și construcțiile de pe terase au fost distruse și incendiate în războaiele de la începutul secolului al II-lea e.n.